# Combat de Barrega
Le combat de Barrega est une bataille navale livrée le 27 janvier 1828, en Argentine, dans l'estuaire de la Plata, pendant la guerre de Cisplatine (1825-1828).
Une escadre brésilienne composée de trois bricks (Maranhão, Caboclo et Pirajà) et d'une goélette (Constança), poursuit deux navires corsaires argentins (El-Bravo et Federal-Argentino) et les incendie après les avoir rattrapés.  